# Semiothisa orbonata
Semiothisa orbonata là một loài bướm đêm trong họ Geometridae.